# 奧古斯托科雷亞
奧古斯托科雷亞（葡萄牙語：Augusto Corrêa），是巴西的城鎮，位於該國北部，由帕拉州負責管轄，始建於1961年3月28日，面積1,091.04平方公里，海拔高度20米，2010年人口40,499，人口密度每平方公里37.12人。